# Ophrys zagrica
Ophrys zagrica là một loài thực vật có hoa trong họ Lan. Loài này được Gölz mô tả khoa học đầu tiên năm 2007.